# 双香豆素
双香豆素，也称为双香豆精、紫苜蓿酚（国际非专有药名：dicoumarol，美国通用药品名称：dicumarol）是一种香豆素类药物，有抗凝剂的作用，能作为维生素K拮抗药。